# Польско-советская граница
Сове́тско-по́льская грани́ца — государственная граница между Союзом Советских Социалистических Республик и Польской Республикой, существовавшая с 1922 по 1991 годы (за исключением периода 1939—1944 годов).

## Граница 1922—1939 годов
В 1921 году, после завершения советско-польской войны, рижским договором была установлена граница между советскими республиками РСФСР (также от имени БССР и УССР) и Польшей. Советско-польская граница стала второй (после немецкой, 1912 км.) по протяжённости границей Польши. Охрана границы была поручена Корпусу охраны пограничья (КОП).
Граница де-факто перестала существовать после вступления советских войск на территорию Польши 17 сентября 1939 года и подписания в Москве 28 сентября Договора о дружбе и границе между СССР и Германией. Де-юре, граница была передвинута 6 февраля 1946 года на основании Договора между СССР и Польской Республикой о советско-польской государственной границе, подписанного 16 августа 1945 года.

### Описание
Граница начиналась в точке пересечения границ Латвии, Польши и Советского Союза, расположенной на реке Двина и шла на запад от Минска, по дуге расположенной между реками Березина и Припять. Затем проходила по участку между Микашевичами (ПР) и Звягелем (УССР). Здесь граница начинала идти на юго-запад через Остёр до реки Збруч и дальше до его впадения в Днестр, где находился перекресток границ СССР, Польши и Румынии.
Прохождение границы регулировалось в Приложении № 1 (Полный окончательный протокол прохождения государственной границы между СССР и ПР) к договору между СССР и Польшей, подписанному в Москве 10 апреля 1932 года.

## Граница 1944—1991 годов
Новая граница СССР с Польшей была первоначально определена договорённостью между Правительством СССР и Польским комитетом национального освобождения (ПКНО), подписанной в Москве 27 июля 1944 года Вячеславом Михайловичем Молотовым и Эдвардом Осубкой-Моравским. По ряду причин эта договорённость не имела юридической силы. Тема будущей советско-польской границы обсуждалась также и на Ялтинской конференции в феврале 1945 года. Линия будущей границы была подтверждена в итоговом протоколе, подписанном членами «Большой тройки». Формальное утверждение содержится в Договора между СССР и ПНР о Советско-Польской государственной границе, подписанном 16 августа 1945 года и вступившем в силу 6 февраля 1946 года, на основе которой юридически подтверждено присоединение Восточных Кресов к СССР. Охрана границы осуществлялась силами частей Войск охраны пограничья (ВОП).
После распада Советского Союза, бывшая советско-польская граница разделилась на границы между Польшей и странами, возникшими на месте СССР — Россией, Украиной, Белоруссией и Литвой.

### Коррекции границы в 1944—1990 годах
- 20 сентября 1944 года — город Белосток и ещё 17 районов переданы Польше, где снова образовали Белостокское воеводство[4].
- В октябре 1944 года в соответствии с решениями Тегеранской конференции к Польше перешли районы Львовской области западнее линии Керзона: Горинецкий, Любачевский, Ляшковский, Сенявский, Угневский.
- 1945 год — Перемышльский, Лисковский и Бирчанский районы УССР отошли к Польше.
- 1948 год — коррекция границы на Подляшье и в Галиции. К Польше отошло несколько населённых пунктов. На севере — Новодзель, Толче, Шимаки и Климувка, теперь входящие в гмину Кузница, а на юге — Медыка, Седлиска, Яксманице и Серакосьце.
- 15 февраля 1951 года — произведён обмен территориями площадью 480 км². В обмен на участок в районе реки Буг около Сокаля, Польша получила район Устшик-Дольных.
- 5 марта 1957 года — произведено уточнение границы на территории бывшей Восточной Пруссии в Калининградском заливе и на Балтийской косе.
- 18 марта 1958 года — произведено разделение территориальных вод в Гданьском заливе.
- 17 июля 1985 года — произведено уточнение разграничения территориальных вод, экономической сферы и континентального шельфа.
- 30 июня 1990 года — установлена точка пересечения морских границ экономической зоны и континентального шельфа между Польшей, СССР и Швецией в точке с координатами 55°52,788’ N и 18°55,545' E.

### Описание
Сухопутная граница начиналась фактически на Балтийской косе возле посёлка Нова Карчма (хотя о разделе косы в первый раз договорились только 5 марта 1957 года), пересекала Калининградский залив и далее шла по прямой линии севернее населённых пунктов Бранёво, Бартошице, Венгожево, Голдап, через Роминтенскую пущу, на северо-восток от Сувалок в окрестностях Вижайн, пересекала долину Чёрной Ганьчи, шла вдоль долины Свислочи, пересекала долину Нарева, Беловежскую пущу, шла по прямой линии на юго-запад, затем вдоль Буга, оставляя на советской стороне приречный Брест, в окрестностях Крылува отходила от Буга и шла практически по прямой линии на юго-запад, пересекая Пшемышльские ворота, долиной реки Стрвяж, восточнее Устшик-Дольных достигала долины Сана, по нему шла до Ужоцкого перевала, сворачивала на восток и через несколько километров достигала скалы Кременец, где пересекалась с границей Чехословакии.

## Пограничные переходы
На основе договорённостей министров внутренних дел, на советско-польской границе действовало 10 пунктов перехода, все 10 железнодорожных, но в двух пунктах было возможно и пересечение границы автотранспортом.
| #  | Название                                                          | Пограничный пункт СССР | Пограничный пункт Польши | Вид перехода                     |
| -- | ----------------------------------------------------------------- | ---------------------- | ------------------------ | -------------------------------- |
| 1  | Бранево—Мамоново                                                  | Мамоново               | Бранёво                  | железнодорожный                  |
| 2  |                                                                   | Пещатка                | Черемха                  | железнодорожный                  |
| 3  | Дорогуск—Ягодин                                                   | Ягодин                 | Дорогуск                 | железнодорожный                  |
| 4  | Кузница—Гродно                                                    | Гродно                 | Кузница                  | железнодорожный                  |
| 5  | Медыка—Шегини (автомобильный)                                     | Шегини                 | Медыка                   | железнодорожный, автотранспортом |
| 6  | Семянувка—Свислочь                                                | Свислочь               | Семянувка                | железнодорожный                  |
| 7  | Скандава-Железнодорожный                                          | Железнодорожный        | Скандава                 | железнодорожный                  |
| 8  | Тересполь—Брест (железнодорожный) Тересполь—Брест (автомобильный) | Брест                  | Тересполь                | железнодорожный, автотранспортом |
| 9  | Верхрата—Рава-Русская                                             | Рава-Русская           | Верхрата                 | железнодорожный                  |
| 10 | Зубки—Берестовица                                                 | Большая Берестовица    | Зубки                    | железнодорожный                  |